# Aryam Abreu Delgado
Aryam Abreu Delgado (ur. 9 lipca 1978) – kubański szachista i trener szachowy (FIDE Trainer od 2014), arcymistrz od 2008 roku.

## Kariera szachowa
Pierwszy znaczący sukces na arenie międzynarodowej odniósł w 1997 r., dzieląc I m. (wspólnie z Alvaro Blanco Fernandezem) w turnieju rozegranym w Matanzas. W 1999 i 2000 r. dwukrotnie podzielił IV m. w finałach mistrzostw Kuby, w 2000 r. podzielił również I m. (wspólnie z Alonso Zapatą i Felixem Gomezem) w turnieju Premier I memoriału Jose Raula Capablanki w Varadero. W 2001 r. wystąpił w reprezentacji kraju na rozegranych w Erywaniu drużynowych mistrzostwach świata. W 2002 r. podzielił II m. (za Cyrilem Marzolo, wspólnie z Jesusem Nogueirasem Santiago i Yuri Gonzalezem Vidalem) w memoriale Guillermo García Gonzáleza w Santa Clarze, w 2004 r. zwyciężył w São Paulo, natomiast w 2005 r. podzielił I m. otwartych turniejach w Vilagarcía de Arousa (wspólnie z Walentinem Jotowem i Ciprianem-Costicą Nanu) oraz w Walencji (wspólnie z Alexisem Cabrerą i Maikelem Gongora Reyesem). W 2007 r. po raz trzeci w karierze podzielił IV m. w finale indywidualnych mistrzostw Kuby, a w 2008 r. zwyciężył (wspólnie z Aramisem Alvarezem Pedrazą) w turnieju open memoriału Jose Raula Capablanki w Hawanie. W 2012 r. zwyciężył w rozegranym w Méridzie memoriale Carlosa Torre Repetto.
Najwyższy ranking w dotychczasowej karierze osiągnął 1 lipca 2008 r., z wynikiem 2502 zajmował wówczas 9. miejsce wśród kubańskich szachistów.